# Sturmey-Archer

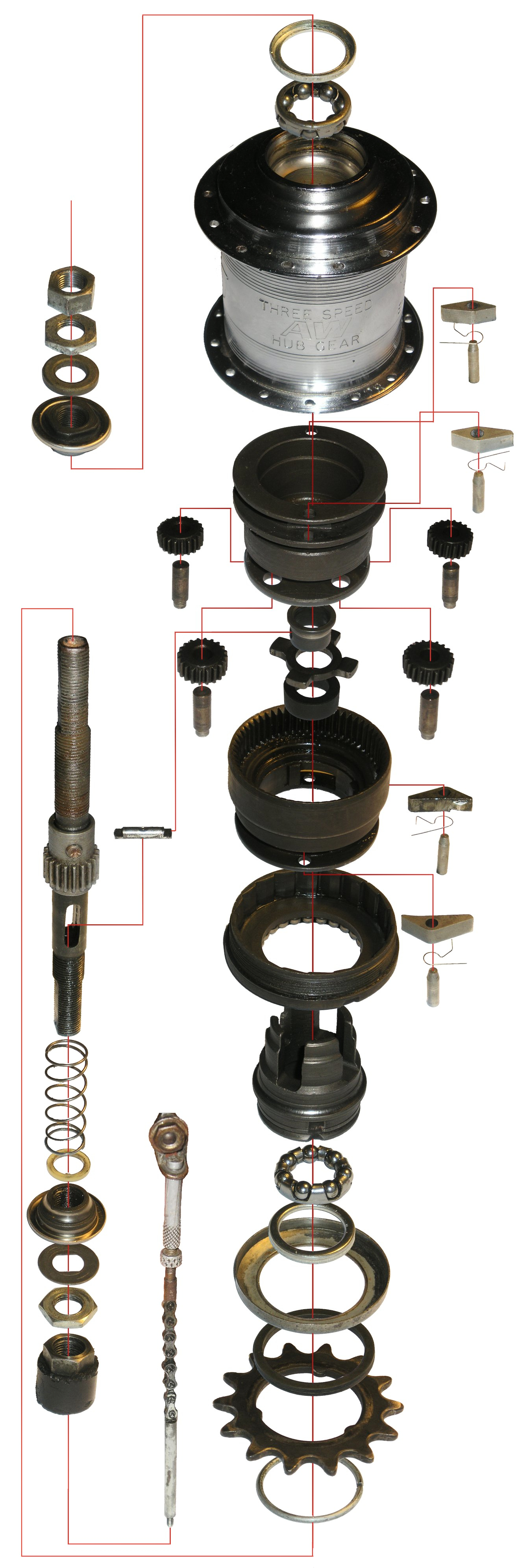
Innereien einer Nabe AW, Baujahr 1988

Sturmey-Archer ist der Name eines früheren britischen Unternehmens in Nottingham, das Naben für Fahrräder sowie Getriebe und Motoren für Motorräder herstellte. In den 1990er-Jahren geriet das Unternehmen in wirtschaftliche Schwierigkeiten und musste Konkurs anmelden. Das taiwanische Unternehmen Sunrace übernahm im Jahr 2000 Namen und Produkte von Sturmey-Archer, die Produktion wurde von Nottingham nach Taiwan verlegt.

## Unternehmensgeschichte

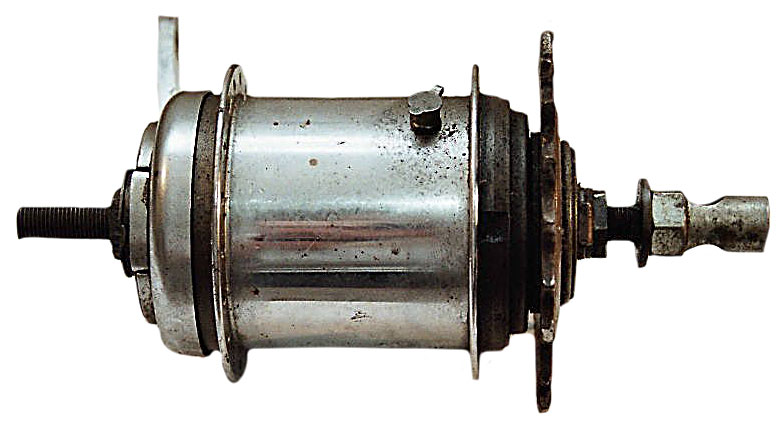
Das Modell TCW der Firma Sturmey-Archer

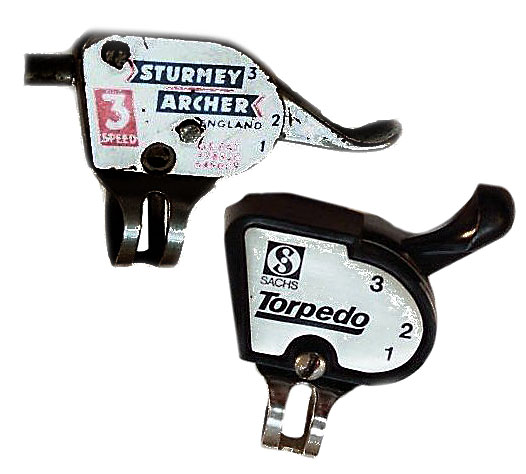
Typischer Schalter für die Dreigang-Nabenschaltung

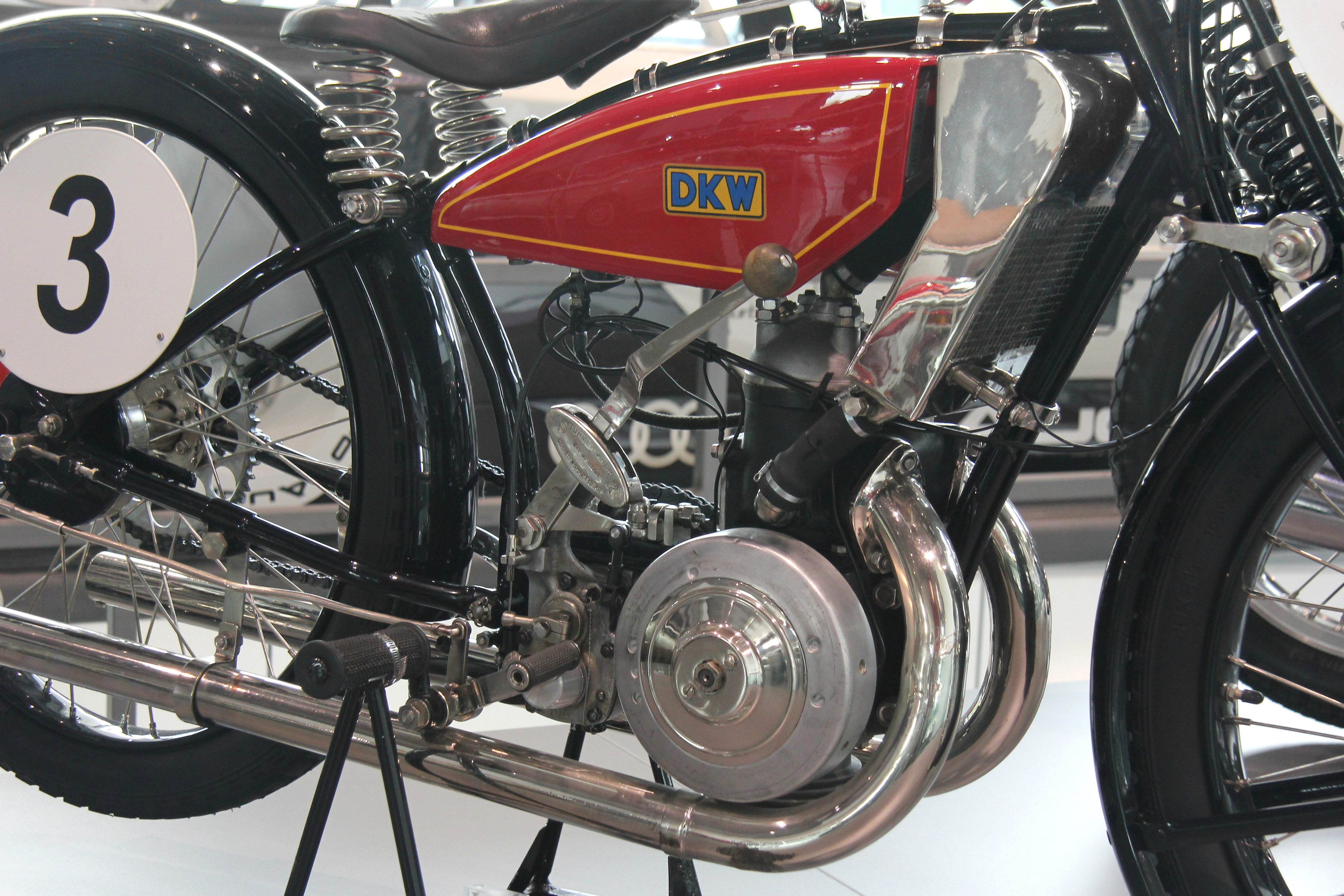
DKW ORe 250 von 1929 mit Sturmey-Archer-Getriebe

Der Unternehmensname geht auf James Archer (1854–1920) und Henry Sturmey (1857–1930) zurück. Beide gründeten Sturmey-Archer zur Verwertung der Erfindung der Dreigang-Nabenschaltung von William Reilly (1866–1950). Reilly konnte seine Erfindung nicht selbst zum Patent anmelden, weil er auf Grund von vertraglichen Verbindungen mit früheren Auftraggebern daran gehindert war. Sturmey-Archer übernahm das für ihn, einige Zeit später drängte man ihn aus dem Unternehmen und zahlte ihm keinerlei Tantiemen für seine Erfindung. Man vermarktete zunächst diese Schaltnabe für Motorräder. Mit der weiteren Entwicklung der Motorradtechnik stellte man auch herkömmliche Getriebe für Motorräder her. Sturmey-Archer-Getriebe wurden von Motorradherstellern wie etwa Matchless, Royal Enfield, DKW oder Triumph verwendet.
In den 1990er-Jahren geriet das Unternehmen in wirtschaftliche Schwierigkeiten und musste Konkurs anmelden. Das taiwanische Unternehmen Sunrace übernahm im Jahr 2000 Namen und Produkte von Sturmey-Archer, die Produktion wurde von Nottingham nach Taiwan verlegt.

## Produkte
Sturmey-Archer galt lange Zeit als weltweit größter Hersteller von Naben für Fahrräder. Das Unternehmen war bekannt für seine eigenwilligen Produkte, die teilweise ihrer Zeit weit voraus waren. So stellte man bereits in den 1930er-Jahren Nabendynamos und Akkumulatoren für die Beleuchtung von Fahrrädern her. Auch seine Nabenschaltungen wiesen eine erhebliche Bandbreite von Variationen auf. So wurden Drei- und Viergang-Nabenschaltungen mit den unterschiedlichsten Grundübersetzungen hergestellt, in Kombination mit Trommel- und Rücktrittbremsen sowie mit eingebauten Nabendynamos. Die mit Abstand erfolgreichste Dreigang-Nabenschaltung war das Modell AW, das über 70 Jahre lang faktisch unverändert hergestellt wurde.
Die Dreigang-Freilaufnaben der Serie TCW (TCW Mark I – TCW Mark IV) waren aufgrund von Konstruktionsfehlern unzuverlässig und wurden 1988 durch das AWC-Modell abgelöst, welches seit 1991 in einer verbesserten Form als AWC II gebaut wird.
Im Jahr 1966 erfolgte die Markteinführung der 5-Gang-Nabenschaltung S5 nach einem Patent, das die Firma schon seit Mitte der 1920er Jahre besaß. Die Produktion des Modells wurde bis 1976 unverändert fortgeführt und 1977 durch das Modell S5/1 ersetzt.
1984 wurde die Produktion von Nabendynamos eingestellt und erst 2006 unter Führung von Sunrace mit dem Modell X-FDD (Trommelbremsnabe mit Dynamo) wieder aufgenommen.
Ab 1997 wurde die erste Siebengang-Nabenschaltung S7 angeboten, deren Produktion aber nach drei Jahren im Zuge der Verlegung des Standorts nach Taiwan wieder eingestellt wurde. Erst 2004 wurde diese von Sunrace durch die Einführung einer 8-Gang-Nabenschaltung mit integrierter Trommelbremse (X-RD8) ersetzt.
Heute werden für Hinterräder neben einigen traditionellen Modellen und modernen „Singlespeed“-Naben grosso modo vier Modellreihen angeboten:
- 2-Gang „S2 Kick Shift“, das Schalten zwischen den beiden Gängen erfolgt durch kurzes Zurücktreten, wahlweise mit oder ohne Rücktrittbremse
- 3-Gang und 5-Gang in traditioneller Bauweise mit Schaltkettchen (z. B. X-R*3, X-R*5), Schalten per Hebel über einen Zug
- 4-Gang und 8-Gang, Neuentwicklung ohne Schaltkettchen (z. B. X-R*4, X-R*8), Schalten per Hebel über einen Zug

Seitdem sich SRAM (vormals Sachs) weitgehend aus der Nabenproduktion zurückgezogen hat, ist Sturmey-Archer der einzige verbliebene Hersteller von Trommelbremsen, die in zwei Größen, 70 mm und 90 mm Durchmesser, angeboten werden und am Vorderrad im Verbund mit einem Nabendynamo erhältlich sind.
Eine Besonderheit im Vergleich zum Konkurrenten Shimano ist, dass bei Sturmey-Archer die Naben in der Regel mit reichlich Zubehör wie Schalthebeln, Ritzeln und zum Anbau notwendigen Kleinteilen en bloc vertrieben werden. 
Über Naben hinaus vertreibt Sturmey-Archer, teilweise unter diesem Namen, teilweise unter „Sunrace“, viele weitere Fahrradteile wie Ritzel, Bremshebel, Tretlager und Kurbelgarnituren.

### Bezeichnungslogik
Vor dem Bindestrich, den es meist gibt, steht das Basismodell, an erster Stelle dahinter kennzeichnet „F“ eine Vorderradnabe (Front) und „R“ eine Hinterradnabe (Rear).

#### Vorderrad mit Nabendynamo
- X-FD = 70-mm-Trommel, ohne Nabendynamo
- XL-FD = 90-mm-Trommel, ohne Nabendynamo
- X-FDD = 70-mm-Trommel, mit Nabendynamo
- XL-FDD = 90-mm-Trommel, mit Nabendynamo

#### Hinterrad
An zweiter Stelle nach dem Bindestrich, oben durch einen Asterisken gekennzeichnet, befindet sich die Kennzeichnung der Bremsart:
- B = Bandbremse (Band Brake)
- C = Rücktrittbremse (Coaster Brake)
- D = Trommelbremse (Drum Brake); ein „L“ direkt vor dem Bindestrich kennzeichnet die 90-mm-Trommel
- F = Freilauf (Freewheel)
- K = Scheibenbremse (Disc Brake, lautlich wie Disk)